# Čang Kuo-čching
Čang Kuo-čching (čínsky pchin-jinem Zhāng Guóqīng, znaky zjednodušené 张国清; * 13. srpna 1964) je čínský komunistický politik, člen politbyra (od 2022) a místopředseda vlády (od 2023). Předtím zaujímal funkce tajemníka liaoningského provinčního výboru KS Číny (2020–2022), starosty Tchien-ťinu (2018–2020), starosty Čchung-čchingu (2016–2016) a zástupce tajemníka čchungčchingského městského výboru KS Číny (2013–2016). Od roku 2007 je členem širšího vedení KS Číny jako kandidát (2007–2012) a člen (od 2012) ústředního výboru. Vzděláním elektrotechnický inženýr, před rokem 2013 pracoval více než dvě desetiletí ve státní společnosti Norinco, věnující se výrobě vozidel, opticko-elektrických výrobků a především zbraní a výbušnin. Ve společnosti začínal jako projektový manažer, od roku 2004 ji řídil.

## Kariéra
Čang Kuo-čching se narodil 13. srpna 1964 v okrese Luo-šan na jihovýchodě provincie Che-nan. Vystudoval elektrotechniku na Čchangčchunském institutu optické mechaniky (nyní Čchangčchunská univerzita vědy a technologie) a v roce 1985 promoval, již předtím, roku 1984, vstoupil do Komunistické strany Číny. Poté pokračoval v magisterském studiu na Nankingské univerzitě vědy a technologie v oboru mezinárodní obchod. Po studiích nastoupil do společnosti Norinco, která je dodavatelem pro armádu. Začal pracovat jako projektový manažer, poté reprezentoval společnost na Blízkém východě, včetně působení v kanceláři společnosti v Teheránu. V roce 1998 se stal prvním tajemníkem organizace komunistické strany ve společnosti a v roce 1999 i viceprezidentem. V dubnu 2004 byl povýšen na generálního ředitele společnosti Norinco. Během této doby také získal doktorát z ekonomie na univerzitě Čching-chua. Na závěr XVII. sjezdu KS Číny v říjnu 2007 byl zvolen kandidátem ústředního výboru jako jeden z nejmladších, bylo mu pouze 42 let. Na závěr XVIII. sjezdu KS Číny v listopadu 2012 byl zvolen členem ústředního výboru (znovuzvolen 2017 a 2022).
V dubnu 2013 přešel do politiky, když byl vybrán zástupcem tajemníka čchungčchingského městského výboru KS Číny. Spolu s Ma Sing-žuejem byl jediným zástupcem provinčního tajemníka s členstvím v ústředním výboru strany. V prosinci 2016 byl Čang Kuo-čching jmenován úřadujícím starostou Čchung-čchingu a v lednu 2017 ho čchungčchingské městské lidové shromáždění zvolilo starostou města. V prosinci 2017 přešel do Tchien-ťinu na místo zástupce tajemníka městského výboru KS Číny a od ledna 2018 starosty města. V září 2020 ho čekal další přesun, tentokrát do provincie Liao-ning, v níž byl zvolen tajemníkem provinčního výboru KS Číny.
Na XX. sjezdu KS Číny v říjnu 2022 byl potvrzen v ústředním výboru, načež ho ústřední výbor zvolil členem politbyra. V listopadu 2022 ho ve vedení strany v Liao-ningu nahradil Chao Pcheng a v březnu 2023 byl při sestavení nové vlády jmenován místopředsedou vlády ze zodpovědností za průmysl včetně státních podniků, obchod a technologie.
V politbyru je komentátory Čang Kuo-čching řazen mezi technokraty, vysoce vzdělané manažery původem z vojensko-průmyslového komplexu a příbuzných oborů, kteří byli po úspěšné kariéře ve svých oborech převedeni do politických funkcí v provinciích a roku 2022 povýšeni do politbyra. Vedle Čang Kuo-čchinga k nim patří i Li Kan-ťie, Ma Sing-žuej a Jüan Ťia-ťün.